# Mäusedorne
Mäusedorne (Ruscus) sind eine Gattung der Spargelgewächse (Asparagaceae) mit sechs Arten.

## Beschreibung
Die Mäusedorne bilden aufrechte zweihäusige Sträucher. Die eigentlichen Laubblätter sind stark reduziert und trockenhäutig, die Photosynthese übernehmen blattartige, lederige, spitze Phyllokladien, die den Achseln der Laubblätter entspringen. Die Phyllokladien sind parallelnervig, dauerhaft und länglich-rund bis länglich-lanzettlich oder elliptisch.
Die ein bis sechs grünweißen Blüten stehen mittig auf der Mittelrippe der Ober- oder Unterseite der Phyllokladien und wachsen aus den Achseln von Hochblättern. Die Blütenhüllblätter sind unverwachsen, die drei inneren sind dabei schmaler als die äußeren. Die männlichen Blüten haben drei Staubbeutel. Das Gynoeceum ist von einer Staminodialröhre umgeben, der Griffel ist kurz, ebenso die Narbe. Die Fruchtknoten sind gestielt und dreifächrig, in jedem Fach finden sich zwei Samenanlagen.
Die Früchte sind rote Beeren und enthalten ein bis zwei Samen.

## Verbreitung
Die Mäusedorne sind von Makaronesien über Westeuropa, die Mittelmeerregion und den Kaukasus bis Iran zu finden.

## Systematik
Die Gattung enthält 6 Arten (zeitweise wurden sie auch in die Gattung Danae gestellt):
- Stechender Mäusedorn (Ruscus aculeatus L.), kommt in Europa im Mittelmeergebiet vor bis zu den Britischen Inseln, der Schweiz, Ungarn, den Azoren, Nordafrika und Vorderasien.
- Ruscus colchicus Yeo, Heimat: Kaukasus, Türkei
- Hadernblatt (Ruscus hypoglossum L.): Kommt in Nordwestitalien, Österreich, im östlichen Mitteleuropa, in Rumänien, auf der Balkanhalbinsel, der Krim und in der Türkei vor.[2]
- Westmediterraner Mäusedorn (Ruscus hypophyllum L.), Heimat: Nordwestafrika, Südspanien, Frankreich und Sizilien[3]
- Ruscus hyrcanus Woronow, Heimat: Kaukasus, Iran
- Ruscus streptophyllus Yeo, Heimat: Madeira

Dazu kommt die Hybride:
- Ruscus × microglossus Bertol.  = Ruscus hypoglossum × Ruscus hypophyllum. Sie kommt im Mittelmeergebiet vor.[4]

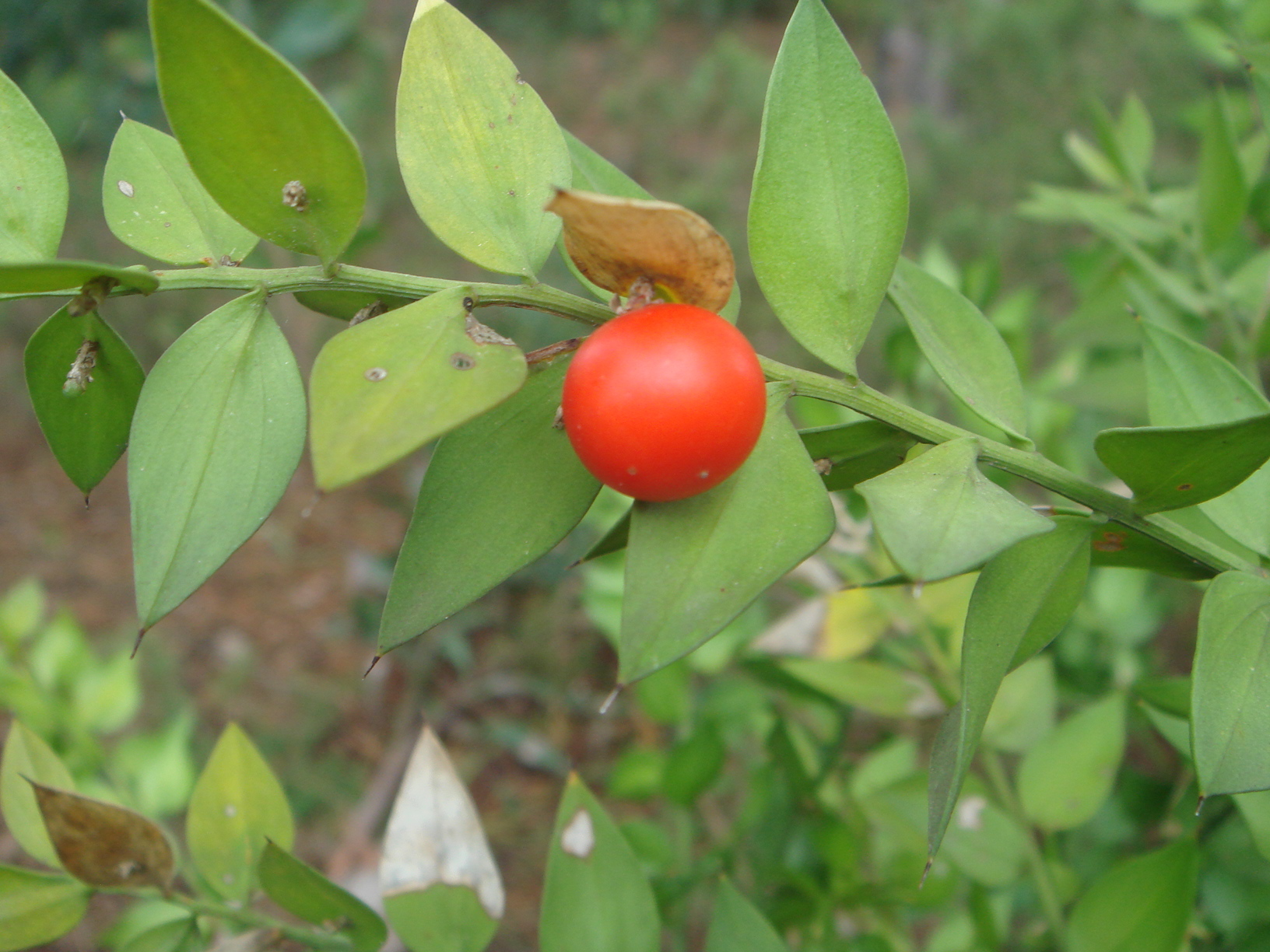
Stechender Mäusedorn (Ruscus aculeatus), Frucht
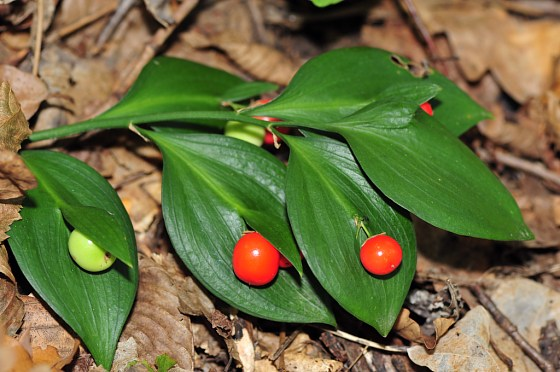
Hadernblatt (Ruscus hypoglossum)
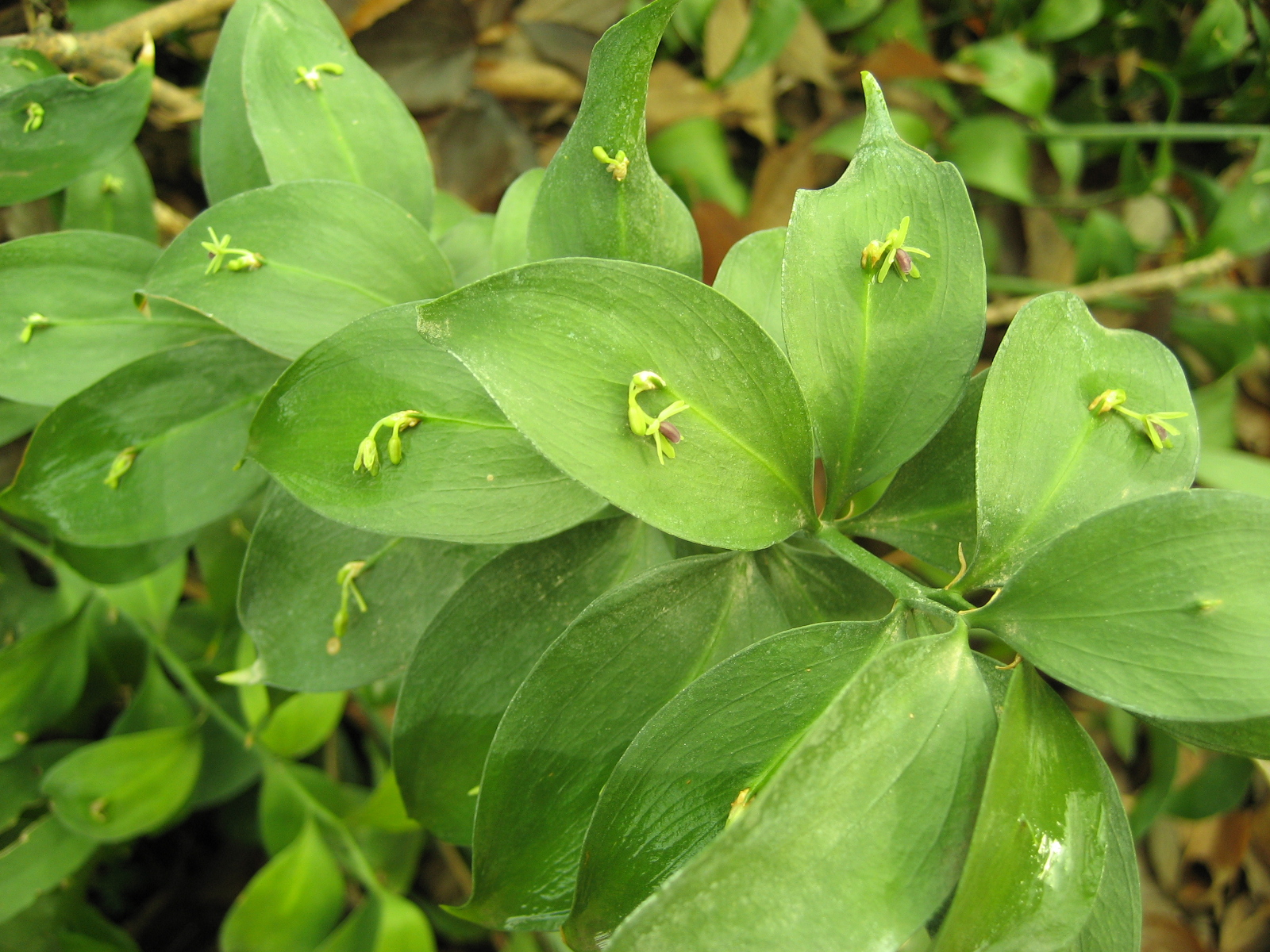
Westmediterraner Mäusedorn (Ruscus hypophyllum)

## Nachweise
- E. J. Ecker: Flora of West Pakistan 106: Ruscaceae. Stewart Herbarium, Rawalpindi 1976, S. 4 (online).
- Camillo Karl Schneider: Illustriertes Handbuch der Laubholzkunde. Charakteristik der in Mitteleuropa heimischen und im Freien angepflanzten angiospermen Gehölz-Arten und Formen mit Ausschluss der Bambuseen und Kakteen. Band 2, Gustav Fischer, Jena 1912, S. 861, Digitalisat.
- Walter Erhardt, Erich Götz, Nils Bödeker, Siegmund Seybold: Der große Zander. Enzyklopädie der Pflanzennamen. Band 2. Arten und Sorten. Eugen Ulmer, Stuttgart (Hohenheim) 2008, ISBN 978-3-8001-5406-7.
- Peter Frederick Yeo: Ruscus L. In: T. G. Tutin, V. H. Heywood, N. A. Burges, D. M. Moore, D. H. Valentine, S. M. Walters, D. A. Webb (Hrsg.): Flora Europaea. Volume 5: Alismataceae to Orchidaceae (Monocotyledones). Cambridge University Press, Cambridge 1980, ISBN 0-521-20108-X, S. 73 (englisch, eingeschränkte Vorschau in der Google-Buchsuche).